# Stazione di Tsuyama
La stazione di Tsuyama (津山駅?, Tsuyama-eki) è la principale stazione ferroviaria della città di Tsuyama, nella prefettura di Okayama in Giappone. La stazione è punto di incontro per le linee Tsuyama e Kishin, con alcuni treni provenienti dalla linea Inbi per Tottori.

## Linee e servizi
JR West
■ Linea Kishin
■ Linea Inbi (servizio ferroviario)
■ Linea Tsuyama

## Caratteristiche
La stazione è dotata di due banchine a isola con quattro binari passanti, e i marciapiedi sono collegati al fabbricato viaggiatori da sottopassaggi. A ovest della stazione è inoltre presente un deposito per il materiale rotabile.
| 1 | ■ Linea Inbi    | per Mimasaka-Kamo, Chizu e Tottori |
| 2 | ■ Linea Kishin  | per Hayashino, Sayo e Himeji       |
| 3 | ■ Linea Kishin  | per Chūgoku-Katsuyama e Niimi      |
| 4 | ■ Linea Tsuyama | per Fukuwatari e Okayama           |

## Stazioni adiacenti
| «               | Servizio     | »            |
| Linea Kishin    | Linea Kishin | Linea Kishin |
| --------------- | ------------ | ------------ |
| Higashi-Tsuyama | Locale       | Innoshō      |
| Linea Inbi      |              |              |
| Higashi-Tsuyama | Locale       | Capolinea    |
| Linea Tsuyama   |              |              |
| Tsuyamaguchi    | Locale       | Capolinea    |